# Р'єтор-де-Рандон
Р'єто́р-де-Рандо́н (фр. Rieutort-de-Randon) — колишній муніципалітет у Франції, у регіоні Окситанія, департамент Лозер. Населення — 755 осіб (2011).
Муніципалітет був розташований на відстані близько 480 км на південь від Парижа, 120 кԼ на північ від Монпельє, 13 км на північ від Манда.

## Історія
До 2015 року муніципалітет перебував у складі регіону Лангедок-Русійон. Від 1 січня 2016 року належав до нового об'єднаного регіону Окситанія.
1 січня 2019 року Р'єтор-де-Рандон, Етабль, Сент-Аман, Серв'єр i Ла-Вільдьє було об'єднано в новий муніципалітет Мон-де-Рандон.

## Демографія
Динаміка населення (Cassini ):
Розподіл населення за віком та статтю (2006):
| Стать | Всього | До 15 років | 15-24 | 25-44 | 45-64 | 65-85 | Понад 85 |
| --- | ------ | ----------- | ----- | ----- | ----- | ----- | -------- |
| Чоловіки | 363    | 60          | 36    | 107   | 76    | 64    | 20       |
| Жінки | 387    | 68          | 32    | 100   | 76    | 83    | 28       |
| \| Статево-вікова піраміда \| Статево-вікова піраміда \| Статево-вікова піраміда \| \| ----------------------- \| ----------------------- \| ----------------------- \| \| Чоловіки \| Вік \| Жінки \| \| 20 \| 85 + \| 28 \| \| 16 \| 80-84 \| 16 \| \| 28 \| 75-79 \| 24 \| \| 20 \| 70-74 \| 31 \| \| 0 \| 65-69 \| 12 \| \| 12 \| 60-64 \| 12 \| \| 28 \| 55-59 \| 12 \| \| 20 \| 50-54 \| 28 \| \| 16 \| 45-49 \| 24 \| \| 35 \| 40-44 \| 28 \| \| 24 \| 35-39 \| 28 \| \| 28 \| 30-34 \| 16 \| \| 20 \| 25-29 \| 28 \| \| 20 \| 20-24 \| 20 \| \| 16 \| 15-20 \| 12 \| \| 20 \| 10-14 \| 28 \| \| 16 \| 5-9 \| 28 \| \| 24 \| 0-4 \| 12 \| |        |             |       |       |       |       |          |
| Статево-вікова піраміда |        |             |       |       |       |       |          |
| Чоловіки | Вік    | Жінки       |       |       |       |       |          |
| 20 | 85 +   | 28          |       |       |       |       |          |
| 16 | 80-84  | 16          |       |       |       |       |          |
| 28 | 75-79  | 24          |       |       |       |       |          |
| 20 | 70-74  | 31          |       |       |       |       |          |
| 0 | 65-69  | 12          |       |       |       |       |          |
| 12 | 60-64  | 12          |       |       |       |       |          |
| 28 | 55-59  | 12          |       |       |       |       |          |
| 20 | 50-54  | 28          |       |       |       |       |          |
| 16 | 45-49  | 24          |       |       |       |       |          |
| 35 | 40-44  | 28          |       |       |       |       |          |
| 24 | 35-39  | 28          |       |       |       |       |          |
| 28 | 30-34  | 16          |       |       |       |       |          |
| 20 | 25-29  | 28          |       |       |       |       |          |
| 20 | 20-24  | 20          |       |       |       |       |          |
| 16 | 15-20  | 12          |       |       |       |       |          |
| 20 | 10-14  | 28          |       |       |       |       |          |
| 16 | 5-9    | 28          |       |       |       |       |          |
| 24 | 0-4    | 12          |       |       |       |       |          |

## Економіка
2010 року серед 419 осіб працездатного віку (15—64 років) 321 була активною, 98 — неактивними (показник активності 76,6%, у 1999 році було 64,0%). З 321 активної мешканців працювало 310 осіб (157 чоловіків та 153 жінки), безробітними було 11 (5 чоловіків та 6 жінок). Серед 98 неактивних 28 осіб було учнями чи студентами, 47 — пенсіонерами, 23 були неактивними з інших причин.

У 2010 році в муніципалітеті числилось 301 оподатковане домогосподарство, у яких проживали 701,0 особи, медіана доходів виносила 16 284 євро на одного особоспоживача